# Golfo de Laconia
El golfo de Laconia es el nombre que del golfo situado en la parte sudeste del Peloponeso, entre el cabo Matapan y el cabo Malea o Maléas (prolongado por la isla Citera). La punta central del Peloponeso y occidental del golfo, el cabo Matapan (o Ténaro, el antiguo Taenarum) es la punta más al sur de la Europa continental, y la punta oriental del Peloponeso y del golfo, es la segunda. El antiguo río Eurotas desagua en el golfo.
El golfo tradicionalmente se considera parte del mar Jónico, aunque la Organización Hidrográfica Internacional establece que su límite es el cabo Matapan, siendo para ella entonces parte del Mediterráneo.

## Localidades del golfo
Desde el cabo Ténaro hasta el cabo Maleas:
- Porto Kagio
- Vatheia
- Lagia
- Kokkala
- Chalikia
- Kótronas
- Skoutari
- Kalivia
- Agéranos
- Mavrovuni
- Gitión
- Trínisa
- Elea
- Plitra
- Vinglafia
- Neápoli
- Lachio